# Japonski vrt
Japonski vrtovi (日本庭園, nihon teien) so tradicionalni vrtovi, katerih zasnove spremljajo japonska estetika in filozofske ideje, izogibajo se umetnemu okrasju in poudarjajo naravno krajino. Japonski oblikovalci vrtov na splošno uporabljajo rastline in obrabljene, postarane materiale, da nakazujejo naravno krajino in izražajo krhkost obstoja ter neustavljiv napredek časa.[1] Starodavna japonska umetnost je navdihnila pretekle oblikovalce vrtov. Voda je pomembna značilnost mnogih vrtov, tako kot kamenje in pogosto prod. Kljub temu, da obstaja veliko privlačnih japonskih cvetočih rastlin, imajo zelnate rože v japonskih vrtovih na splošno veliko manjšo vlogo kot na Zahodu, čeprav so pomembni sezonsko cvetoči grmi in drevesa, še toliko bolj dramatični zaradi kontrasta z običajno prevladujočo zeleno barvo. Zimzelene rastline so »okostje vrta« na Japonskem. Čeprav je cilj naraven videz, japonski vrtnarji svoje rastline, vključno z drevesi, pogosto oblikujejo zelo natančno.
Japonska literatura o vrtnarjenju sega skoraj tisoč let nazaj. Razvilo se je več različnih slogov vrtov, nekateri z verskimi ali filozofskimi posledicami. Značilnost japonskih vrtov je, da so oblikovani tako, da jih lahko gledamo z določenih točk. Nekateri izmed najpomembnejših različnih tradicionalnih slogov japonskega vrta so čisen-šoju-teien (»vrt z ribnikom«), ki je bil uvožen iz Kitajske v obdobju Heian (794–1185). Ti so bili zasnovani tako, da jih je mogoče videti z majhnih čolnov na osrednjem jezeru. Izvirni primeri teh niso ohranjeni, vendar jih je nadomestil »rajski vrt«, povezan z budizmom Čiste dežele, s svetiščem Bude na otoku v jezeru. Poznejši veliki vrtovi so pogosto v slogu kaiju-šiki-teien ali »promenadnih vrtov«, zasnovani tako, da jih lahko vidimo s poti, ki kroži okoli vrta, s fiksnimi postajališči za ogled. Posebni slogi, pogosto majhni deli v večjem vrtu, vključujejo »vrt mahu«, »suhi vrt s prodom in skalami«, povezan z zen budizmom, vrt rodži ali »vrt čajnice«, zasnovan tako, da ga lahko vidimo le s kratke poti in cubo-niva, zelo majhen urbani vrt.
Večina sodobnih japonskih domov ima malo prostora za vrt, čeprav slog cubo-niva z majhnimi vrtovi v prehodih in drugih prostorih, pa tudi bonsaji (na Japonskem vedno gojijo zunaj) in sobne rastline to ublažijo, domači vrtni turizem pa je zelo pomemben. Japonska tradicija je že dolgo ohranjanje dobro zasnovanega vrta čim bližje njegovemu prvotnemu stanju in zdi se, da se je veliko slavnih vrtov v nekaj stoletjih malo spremenilo, razen neizogibnega menjavanja rastlin, kar je na Zahodu izjemno redko.
Zavest o japonskem slogu vrtnarjenja je dosegla Zahod proti koncu 19. stoletja in je bila navdušeno sprejeta kot del mode japonizma. Ker se je zahodni vrtnarski okus do takrat obrnil od toge geometrije k bolj naturalističnemu slogu, je bil japonski slog privlačna različica. Takoj so postali priljubljeni v Združenem kraljestvu, kjer je bilo podnebje podobno in so japonske rastline dobro rasle. Japonski vrtovi, običajno del večjega vrta, so še naprej priljubljeni na Zahodu, številne tipične japonske vrtne rastline, kot so japonska češnja (Prunus serrulata) in številne sorte Acer palmatum ali japonski javor, se uporabljajo tudi v vseh vrstah vrtov in dajejo blag pridih tega sloga mnogim vrtom.

## Zgodovina

### Izvor
Zamisli, ki so osrednjega pomena za japonske vrtove, so bile prvič predstavljene na Japonskem v obdobju Asuka (pribl. 6. do 7. stoletje). Japonski trgovci so bili priča vrtovom, ki so jih gradili na Kitajskem in domov prinesli številne kitajske vrtnarske tehnike in sloge.
Japonski vrtovi so se prvič pojavili na otoku Honšu, velikem osrednjem japonskem otoku. Na njihovo estetiko so vplivale posebne značilnosti pokrajine Honšu: razgibani vulkanski vrhovi, ozke doline, gorski potoki s slapovi in kaskadami, jezera in plaže z majhnimi kamni. Na njih je vplivala tudi bogata raznolikost cvetja in različnih vrst dreves, zlasti zimzelenih dreves, na otokih ter štirje različni letni časi na Japonskem, vključno z vročimi, mokrimi poletji in snežnimi zimami.
Japonski vrtovi imajo svoje korenine v nacionalni veri šintoizem z njeno zgodbo o nastanku osmih popolnih otokov in o šinčiju, jezerih bogov. Prazgodovinska šintoistična svetišča za kami, bogove in duhove, najdemo na plažah in v gozdovih po vsem otoku. Pogosto so bila v obliki nenavadnih skal ali dreves, označenih z vrvicami iz riževe slame (šimenava) in obdanih z belimi kamni ali kamenčki, simbolom čistosti. Belo gramozno dvorišče je postalo značilnost šintoističnih svetišč, cesarskih palač, budističnih templjev in zen vrtov. Čeprav je njen prvotni pomen nekoliko nejasen, je ena od japonskih besed za vrt – niva – začela pomeniti kraj, ki je bil očiščen in očiščen v pričakovanju prihoda kamijev in šintoistično spoštovanje velikih skal, jezer, starodavnih dreves in drugih »dostojanstvenikov narave« bi trajno vplivali na oblikovanje japonskega vrta.
Na japonske vrtove je močno vplivala tudi kitajska filozofija daoizma in [budizem|[budizma]] Amitābha, uvožena iz Kitajske okoli leta 552 n. št. Daoistične legende so govorile o petih goratih otokih, na katerih je živelo osem nesmrtnih, ki so živeli v popolnem sožitju z naravo. Vsak nesmrtnik je s svojega gorskega doma poletel na hrbtu žerjava. Sami otoki so bili na hrbtu ogromne morske želve. Na Japonskem je pet otokov iz kitajske legende postalo en otok, imenovan Horai-zen ali gora Horai. Replike te legendarne gore, simbola popolnega sveta, so pogosta značilnost japonskih vrtov, tako kot skale, ki predstavljajo želve in žerjave.

### V antiki
Najzgodnejši zabeleženi japonski vrtovi so bili vrtovi užitka cesarjev in plemičev. Omenjeni so v več kratkih odlomkih Nihon Šoki, prve kronike japonske zgodovine, objavljene leta 720 n. št. Spomladi 74 n. št. je kronika zapisala: »Cesar Kejko je dal nekaj krapov v ribnik in se veselil, ko jih je videl zjutraj in zvečer«. Naslednje leto je »cesar v jezeru Ijiši pri Ihareju spustil čoln z dvojnim trupom in se vkrcal s svojo cesarsko priležnico ter skupaj se razkošno gostila«. Leta 486 je kronika zapisala, da je »cesar Kenzo odšel v vrt in se gostil ob robu vijugastega potoka«.
Kitajski vrtovi so imeli zelo močan vpliv na zgodnje japonske vrtove. Okoli leta 552 n. št. je bil budizem uradno prinesen iz Kitajske prek Koreje na Japonsko. Med letoma 600 in 612 n. št. je japonski cesar poslal štiri poslanstva na dvor kitajske dinastije Sui. Med letoma 630 in 838 n. št. je japonski dvor poslal še petnajst poslanstev na dvor dinastije Tang. Ta poslanstva z več kot petsto člani so vključevala diplomate, učenjake, študente, budistične menihe in prevajalce. Vrnili so se s kitajsko pisavo, umetniškimi predmeti in podrobnim opisom kitajskih vrtov.
Leta 612 n. št. je cesarica Suiko dala zgraditi vrt z umetno goro, ki je predstavljala Šumi-Sen ali goro Sumeru, za katero v hindujskih in budističnih legendah velja, da je v središču sveta. Med vladavino iste cesarice je eden od njenih ministrov, Soga no Umako, dal v svoji palači zgraditi vrt z jezerom z več majhnimi otoki, ki predstavljajo otoke osmih nesmrtnih, znanih v kitajskih legendah in daoistični filozofiji. Ta palača je postala last japonskih cesarjev, poimenovali so jo »Palača otokov« in je bila večkrat omenjena v Man'jošu, »Zbirki neštetih listov«, najstarejši znani zbirki japonske poezije.

### Obdobje Nara (710–794)
Obdobje Nara je poimenovano po glavnem mestu Nara. Prvi pristni japonski vrtovi so bili v tem mestu zgrajeni konec 8. stoletja. Obrežja in kamnite postavitve so bile naturalistične, drugačne od težjega, prejšnjega kontinentalnega načina gradnje robov ribnikov. Pri izkopavanjih so našli dva takšna vrtova, ki sta bila uporabljena za praznovanja pisanja poezije. Eden od teh vrtov, vrt Vzhodne palače v palači Heidžō v Nari, je bil zvesto rekonstruiran z uporabo iste lokacije in celo z izvirnimi elementi vrta, ki so bili izkopani. Iz majhne količine razpoložljivih literarnih in arheoloških dokazov se zdi, da so bili japonski vrtovi tega časa skromne različice cesarskih vrtov dinastije Tang z velikimi jezeri, posejanimi z umetnimi otoki in umetnimi gorami. Robovi ribnika so bili zgrajeni s težkimi skalami kot nasipi. Čeprav so imeli ti vrtovi nekaj budistične in daoistične simbolike, so bili mišljeni kot vrtovi za užitek ter kraji za festivale in praznovanja.
Nedavna arheološka izkopavanja v starodavni prestolnici Nara so razkrila ostanke dveh vrtov iz 8. stoletja, povezanih s cesarskim dvorom, vrt z ribnikom in potokom – To-in – ki je znotraj območja cesarske palače in vrt ob potoku - Kjuseki - najdemo ga v sodobnem mestu. Morda so oblikovani po kitajskih vrtovih, vendar se zdi, da imajo skalne formacije, najdene v To-inu, več skupnega s prazgodovinskimi japonskimi kamnitimi spomeniki kot s kitajskimi predhodniki, naravni, serpentinasti tok vrta ob potoku Kjuseki pa je lahko veliko manj formalen kot tisto, kar je obstajalo na Kitajskem v obdobju Tang. Ne glede na njihov izvor, tako To-in kot Kjuseki jasno predvidevata določen razvoj v kasnejših japonskih vrtovih.

### Obdobje Heian (794–1185)
Leta 794 n. št., na začetku obdobja Heian (794-1185 n. št.), je japonski dvor svojo prestolnico preselil v Heian-kjo (današnji Kjoto). V tem obdobju so obstajale tri različne vrste vrtov: vrtovi palač in vrtovi plemičev v prestolnici, vrtovi vil na robu mesta in vrtovi templjev.
Arhitektura palač, rezidenc in vrtov v obdobju Heian je sledila kitajski praksi. Hiše in vrtovi so bili poravnani na osi sever-jug, z rezidenco na severu in obrednimi stavbami in glavnim vrtom na jugu, na jugu sta bili dve dolgi krili, kot naslonjala, z vrtom med njima. V vrtovih je bilo eno ali več jezer, povezanih z mostovi in vijugastimi potoki. Južni vrt cesarskih rezidenc je imel edinstveno japonsko značilnost: veliko prazno območje belega peska ali gramoza. Cesar je bil glavni duhovnik Japonske, beli pesek pa je predstavljal čistost in je bil kraj, kamor so lahko povabili bogove. Območje je bilo uporabljeno za verske obrede in plese za dobrodošlico bogovom.
Sama postavitev vrta je bila strogo določena po načelih tradicionalne kitajske geomantije oziroma feng šuja. Prva znana knjiga o umetnosti japonskega vrta, Sakuteiki (Zapisi o vzdrževanju vrtov), napisana v 11. stoletju, pravi:
 Dober znak je, da potok priteče z vzhoda, vstopi na vrt, gre pod hišo in nato odide z jugovzhoda. Na ta način bo voda modrega zmaja odnesla vse slabe duhove iz hiše proti belemu tigru.
Cesarski vrtovi obdobja Hej’an so bili vodni vrtovi, kjer so se obiskovalci sprehajali v elegantnih lakiranih čolnih, poslušali glasbo, opazovali oddaljene gore, peli, brali poezijo, slikali in občudovali pokrajino. Družabno življenje v vrtovih je bilo nepozabno opisano v klasičnem japonskem romanu Zgodba o Gendžiju, ki ga je okoli leta 1005 napisala Murasaki Šikibu, cesaričina dvorna dama. Sledi enega takega umetnega jezera, Osava no ike, blizu templja Daikaku-dži v Kjotu, je še vedno mogoče videti. Zgradil ga je cesar Saga, ki je vladal od leta 809 do 823, in naj bi ga navdihnilo jezero Dongting na Kitajskem.
Pomanjšana replika kjotske cesarske palače iz leta 794, Heian-džingū, je bila zgrajena v Kjotu leta 1895 ob praznovanju 1100. rojstnega dne mesta. Južni vrt je znan po češnjevih cvetovih spomladi in po azalejah zgodaj poleti. Zahodni vrt je znan po svojih perunikah v juniju, veliko vzhodno vrtno jezero pa spominja na lagodno čolnarjenje iz 8. stoletja. Proti koncu obdobja Heian se je pojavil nov slog vrtne arhitekture, ki so ga ustvarili privrženci budizma čiste dežele. Ti so bili imenovani Rajski vrtovi, zgrajeni tako, da predstavljajo legendarni raj Zahoda, kjer je vladal Amida Buda. Zgradili so jih plemiči, ki so želeli uveljaviti svojo moč in neodvisnost od cesarskega gospodinjstva, ki je postajalo vse šibkejše.
Najboljši ohranjeni primer Rajskega vrta je Bjodo-in v kraju Udži blizu Kjota. Prvotno je bila vila Fudživara Mičinaga (966–1028), ki je svoje hčere poročil s cesarjevima sinovoma. Po njegovi smrti je njegov sin vilo spremenil v tempelj in leta 1053 zgradil Feniksovo dvorano, ki še vedno stoji.
Dvorana je zgrajena v tradicionalnem slogu templja kitajske dinastije Song na otoku v jezeru. V njem je pozlačen kip Bude Amitābhe, ki gleda proti zahodu. V jezeru pred templjem je majhen otok belih kamnov, ki predstavlja goro Horai, dom osmih nesmrtnih daoistov, ki je s templjem povezana z mostom, ki simbolizira pot v raj. Zasnovan je bil za mediacijo in kontemplacijo, ne kot vrt užitka. Bila je lekcija daoistične in budistične filozofije, ustvarjene s pokrajino in arhitekturo, ter prototip za prihodnje japonske vrtove.
Pomembni obstoječi ali poustvarjeni vrtovi Heian so:
- Daikaku-dži
- Bjodo-in
- Kjotska cesarska palača
- Džōruri-dži

- Jezero Osava v Kjotu je bilo del starih cesarskih vrtov cesarske sage (809–823).
- Model rezidence in vrta v Heian-kjo (Kjoto), okoli 1000.
- Pomanjšana rekonstrukcija Heian-džingūja iz 19. stoletja, prvega vrta Kjotske cesarske palače, kakršen je bil leta 794.
- Stopajoči kamni na vrtu prve kjotske cesarske palače. Ti kamni so bili prvotno del mostu iz 16. stoletja čez reko Kamo, ki ga je uničil potres.[15]
- Poustvarjen vrt stare Kjotske cesarske palače

### Obdobje Kamakura in Muromači (1185–1573)
Šibkost cesarjev in rivalstvo fevdalnih vojskovodj sta povzročili dve državljanski vojni (1156 in 1159), ki sta uničili večino Kjota in njegovih vrtov. Prestolnica se je preselila v Kamakuro, nato pa leta 1336 nazaj v četrt Muromači v Kjotu. Cesarji so vladali samo po imenu; pravo oblast je imel vojaški guverner, šogun. V tem obdobju je vlada ponovno vzpostavila odnose s Kitajsko, ki so bili prekinjeni pred skoraj tristo leti. Japonski menihi so spet odšli študirat na Kitajsko, kitajski menihi pa so prišli na Japonsko, bežeč pred mongolskimi vpadi. Menihi so s seboj prinesli novo obliko budizma, imenovano preprosto zen ali "meditacija". Japonska je doživela renesanso v veri, umetnosti in zlasti v vrtovih. Izraz zen vrt se v angleški pisavi prvič pojavi v 31930-ih, na japonskem zen teien ali zenteki teien pa še kasneje, od 1950-ih. Nanaša se na kompozicijsko tehniko, ki jo navdihuje Song Kitajska in izhaja iz slikanja s tušem. Sestava ali konstrukcija takšnih majhnih slikovitih vrtov nima nobene zveze z verskim zenom.
Številni slavni tempeljski vrtovi so bili zgrajeni na začetku tega obdobja, vključno s Kinkaku-džijevim Zlatim paviljonom, zgrajenim leta 1398, in Ginkaku-džijevim Srebrnim paviljonom, zgrajenim leta 1482. Na nek način so sledili zenovskim načelom spontanosti, skrajne preprostosti in zmernost, na druge načine pa so bili tradicionalni kitajski templji dinastije Song; zgornja nadstropja Zlatega paviljona so bila prekrita z zlatimi lističi, obkrožali pa so jih tradicionalni vodni vrtovi.
Najbolj opazen vrtni slog, izumljen v tem obdobju, je bil zen vrt, suhi vrt ali japonski skalnjak. Eden najboljših primerov in eden najbolj znanih japonskih vrtov je Rjoan-dži v Kjotu. Ta vrt je širok le 9 metrov in dolg 24 metrov, sestavljen je iz belega peska, skrbno zgrabljenega, da se nakazuje voda in petnajstih skal, skrbno razporejenih, kot majhni otočki. Namenjen je opazovanju s sedečega položaja na verandi rezidence opata samostana. Bilo je veliko razprav o tem, kaj naj bi skale predstavljale, vendar, kot je zapisal vrtni zgodovinar Gunter Nitschke, »vrt v Rjōan-dži ne simbolizira. Nima vrednosti predstavljanja nobene naravne lepote, ki jo lahko najdemo v sveta, resničnega ali mitskega, razumem ga kot abstraktno kompozicijo »naravnih« objektov v prostoru, kompozicijo, katere funkcija je spodbujanje posredovanja.«
Več slavnih zen vrtov v Kjotu je bilo delo enega človeka; Musō Soseki (1275–1351). Bil je menih, potomec cesarja Uda v deveti generaciji in izjemen dvorni politik, pisec in organizator, ki je oboroževal in financiral ladje za odprtje trgovine s Kitajsko ter ustanovil organizacijo, imenovano Pet gora, sestavljeno iz najmočnejših Zen samostanov v Kjotu. Bil je odgovoren za gradnjo zen vrtov Nanzen-dži; Saihō-dži (Mahov vrt); in Tenrjū-dži.
Pomembni vrtovi obdobij Kamakura in Muromači so:
- Kinkaku-dži (Zlati paviljon)
- Ginkaku-dži (Srebrni paviljon)
- Nanzen-dži
- Saiho-dži (Vrt mahu)
- Tenrju-dži
- Daisen-in

- Ginkaku-dži ali Srebrni paviljon v Kjotu, (in je) zen budistični tempelj (1482).
- Zen skalnjak Ginkaku-dži ima miniaturno goro v obliki gore Fudži.
- Vrt Daisen-in v Kjotu (1513).
- Vrt Nanzen-dži, Kjoto, ki ga je zgradil Musō Soseki. Vsi zen vrtovi niso bili narejeni iz skal in peska; menihi tukaj razmišljajo o gozdnem prizoru.
- Vrt Tenrjū-dži v Kjotu. Ribnik Sogen, ki ga je ustvaril Musō Soseki, je eden redkih ohranjenih elementov prvotnega vrta.

### Obdobje Momojama (1568–1600)
Obdobje Momojama je bilo kratko, le 32 let, in je bilo v veliki meri zasedeno z vojnami med daimjoji, voditelji fevdalnih japonskih klanov. Nova središča moči in kulture na Japonskem so bili utrjeni gradovi daimjojev, okoli katerih so se pojavila nova mesta in vrtovi. Značilen vrt tega obdobja je predstavljal enega ali več ribnikov ali jezer ob glavnem bivališču oziroma šoinu nedaleč od gradu. Ti vrtovi so bili namenjeni ogledu od zgoraj, z gradu ali rezidence. Daimjo so razvili veščine rezanja in dvigovanja velikih skal za gradnjo svojih gradov in imeli so vojske vojakov, ki so jih premikali. Umetna jezera so bila obdana s plažami iz drobnih kamnov in okrašena z aranžmaji balvanov, z naravnimi kamnitimi mostovi in stopnicami. Vrtovi tega obdobja so združevali elemente promenadnega vrta, ki naj bi bil viden z vijugastih vrtnih poti, z elementi zen vrta, kot so umetne gore, ki naj bi jih opazovali od daleč.
Najbolj znan tovrstni vrt, zgrajen leta 1592, je v bližini gradu Tokušima na otoku Šikoku. Njegova znamenitost je 10,5 metrov dolg most iz dveh naravnih kamnov.
Drug pomemben vrt iz obdobja, ki še vedno obstaja, je Sanbō-in, ki ga je leta 1598 obnovil Tojotomi Hidejoši za praznovanje praznika češnjevih cvetov in poustvaril sijaj starodavnega vrta. Na projektu je delalo tristo graditeljev vrtov, ki so izkopali jezera in postavili sedemsto balvanov na 540 kvadratnih metrih površine. Vrt je bil zasnovan tako, da je viden z verande glavnega paviljona ali iz »dvorane čistega pogleda«, ki je na višji nadmorski višini v vrtu.
Na vzhodu vrta, na polotoku, je razporeditev kamnov, ki predstavljajo mitsko goro Horai. Lesen most vodi do otoka, ki predstavlja žerjava, kamniti most pa povezuje ta otok z drugim, ki predstavlja želvo, ki je z zemljo pokritim mostom povezan nazaj na polotok. V vrtu je tudi slap ob vznožju lesene vzpetine. Ena značilnost vrta iz obdobja Momojama, vidnega v Sanbō-inu, je neposredna bližina stavb ob vodi.
V obdobju Momojama so se razvili tudi čanoju (čajni obred), čašicu (čajnica) in rodži (čajni vrt). Čaj so na Japonsko iz Kitajske prinesli budistični menihi, ki so ga uporabljali kot stimulans za ohranjanje budnosti med dolgimi obdobji meditacije. Prvi veliki čajni mojster Sen no Rikjū (1522–1591) je do najmanjših podrobnosti opredelil videz in pravila čajnice in čajnega vrta, pri čemer je sledil načelu vabi (侘び) »trezna prefinjenost in umirjenost«.
Po pravilih Sen no Rikjū naj bi čajnica spominjala na kočo meniha puščavnika. Bila je majhna in zelo preprosta lesena konstrukcija, pogosto s slamnato streho, v kateri je bilo dovolj prostora za dva tatamija. Edini dovoljeni okras znotraj je bil zvitek z napisom in veja drevesa. Ni imela pogleda na vrt.
Tudi vrt je bil majhen in nenehno zalivan, da je bil vlažen in zelen. Običajno je imel češnjo ali brest, ki se je spomladi obarval, sicer pa ni imel svetlih cvetov ali eksotičnih rastlin, ki bi odvračale pozornost obiskovalca. Do vhoda v čajnico je vodila pot. Ob poti je bila čakajoča klop za goste in umivalnik ter kamnita posoda za vodo v bližini čajnice, kjer so si gostje splaknili roke in usta, preden so vstopili v čajnico skozi majhna kvadratna vrata, imenovana nidžiri-guči ali »plazenje- pri vhodu«, zaradi česar so se morali za prehod nizko skloniti. Sen no Rikjū je odredil, da mora biti vrt nekaj ur pred obredom nepometen, da se listje na naraven način raztrese po poti.
Pomembni vrtovi tega obdobja so:
- Vrt gradu Tokušima na otoku Šikoku.
- Čajnica Tai-an v templju Mjōki-an v Kjotu, ki jo je leta 1582 zgradil Sen no Rikjū.
- Sanbō-in v Daigo-dži, v prefekturi Kjoto (1598)

- Vrt pri gradu Tokušima, prevladujejo skale
- Vrt v Daigo-dži (1598) je znan po češnjevih cvetovih.

### Obdobje Edo (1615–1867)
V obdobju Edo je oblast osvojil in utrdil klan Tokugava, ki so postali šoguni in preselil glavno mesto v Edo, kasnejši Tokio. Cesar je ostal v Kjotu kot vodilni voditelj, pristojen le za kulturne in verske zadeve. Medtem ko je bil zdaj politično središče Japonske Tokio, je Kjoto ostal kulturna prestolnica, središče vere in umetnosti. Šoguni so cesarjem zagotovili malo moči, vendar z velikodušnimi subvencijami za gradnjo vrtov.
V obdobju Edo je bila razširjena uporaba nove vrste japonske arhitekture, imenovane sukija-zukuri, kar dobesedno pomeni »gradnja po izbranem okusu«. Izraz se je prvič pojavil konec 16. stoletja in se nanašal na izolirane čajnice. Prvotno se je nanašal na preproste podeželske hiše samurajskih bojevnikov in budističnih menihov, v obdobju Edo pa so ga uporabljali v vseh vrstah stavb, od hiš do palač.
Slog sukija je bil uporabljen v najbolj znanem vrtu tega obdobja, cesarski vili Kacura v Kjotu. Stavbe so bile zgrajene v zelo preprostem, neokrašenem slogu, prototip za prihodnjo japonsko arhitekturo. Odpirale so se na vrt, tako da se je vrt zdel v celoti del stavbe. Ne glede na to, ali je bil obiskovalec znotraj ali zunaj stavbe, je vedno imel občutek, da je v središču narave. Vrtne stavbe so bile razporejene tako, da so bile vedno vidne diagonalno in ne naravnost. Ta aranžma je imela poetično ime ganko, kar je dobesedno pomenilo »formacija divjih gosi v letu«.
Večina vrtov v obdobju Edo je bilo sprehajalnih vrtov ali suhih kamnitih zen vrtov, ki so bili običajno veliko večji od prejšnjih vrtov. Promenadni vrtovi tega obdobja so v veliki meri uporabljali izposojo kulis (šakei). Pogledi na oddaljene gore so integrirani v zasnovo vrta; ali, še bolje, zgraditi vrt na pobočju gore in uporabiti različne višine za doseganje razgledov na pokrajino zunaj vrta. Sprehajalni vrtovi Edo so bili pogosto sestavljeni iz niza meišo ali »slavnih razgledov«, podobnih razglednicam. To so lahko imitacije znanih naravnih pokrajin, kot je gora Fudži ali prizori iz taoističnih ali budističnih legend ali pokrajine, ki ilustrirajo verze poezije. Za razliko od zen vrtov so bili zasnovani tako, da prikazujejo naravo, kakršna je videti, ne notranjih pravil narave.
- Cesarski dvorec Šugakuin
- Šisen-do (1641)
- Suizen-dži
- Hama Rikju
- Koraku-en (Okajama)
- Park Ritsurin (Takamacu)
- Koišikava Koraku-en (Tokio) (1629)
- Nina-dži, Kjoto
- Enman-in, Ocu
- Sanzen-in, severno od Kjota
- Sengan-en, Kagošima (1658)
- Čišaku-in, jugovzhodno od Kjota
- Džōdžu-in, v templju Kijomizu, jugovzhodno od Kjota (1688–1703)
- Manšu-in, severovzhodno od Kjota (1656)
- Nanzen-dži, vzhodno od Kjota (1688–1703)

- Koraku-en v Okajami, ki se je začel leta 1700
- Park Ritsurin v Takamacu, ki se je začel leta 1625
- Puščaniški vrt pesnika in učenjaka Išikava Džozana v Šisen-doju, zgrajen leta 1641. Kasneje je postal tempelj.
- Severni vrt v Nina-dži v Kjotu, klasičen sprehajalni vrt
- Južni vrt v Nina-dži, zen skalnjak
- Vrt Koišikava Kōraku-en v Tokiu, ki so ga začeli graditi leta 1629, je zdaj obdan s poslovnimi stavbami.
- Najbolj znan pogled na Suizen-dži je miniaturna gora, ki spominja na goro Fudži.

### Obdobje Meidži (1868–1912)
V obdobju Meidži je prišlo do modernizacije Japonske in ponovnega odpiranja Japonske proti zahodu. Številni stari zasebni vrtovi so bili zapuščeni in prepuščeni propadu. Leta 1871 je nov zakon preoblikoval številne vrtove iz prejšnjega obdobja Edo v javne parke in jih ohranil. Oblikovalci vrtov, soočeni z idejami z Zahoda, so eksperimentirali z zahodnimi slogi, kar je privedlo do vrtov, kot sta Kju-Furukava ali Šindžuku Gjoen. Drugi, bolj na severu Japonske, so se držali načrta iz obdobja Edo. Tretji val je bil naturalistični slog vrtov, ki so ga izumili gospodarji industrije in močni politiki, kot je Aritomo Jamagata. Mnogi vrtnarji so kmalu načrtovali in gradili vrtove po tem okusu. Eden od vrtov, znan po svoji tehnični dovršenosti v tem slogu, je bil Ogava Džihei VII., znan tudi kot Uedži.
Pomembni vrtovi tega obdobja so:
- Vrtovi Kju-Furukava
- Kenroku-en, 18. in 19. stoletje, končan leta 1874.
- Činzan-so v Tokiu leta 1877.
- Murin-an v Kjotu, končan 1898.

- Kenroku-en v Kanazavi
- Činzan-so v Tokiu
- Murin-an v Kjotu

### Sodobni japonski vrtovi (1912 do danes)
V obdobju Šova (1926–1989) so poslovneži in politiki zgradili številne tradicionalne vrtove. Po drugi svetovni vojni glavni graditelji vrtov niso bili več zasebniki, temveč banke, hoteli, univerze in vladne agencije. Japonski vrt je s stavbo postal podaljšek krajinske arhitekture. Nove vrtove so oblikovali krajinski arhitekti in pogosto uporabljali sodobne gradbene materiale, kot je beton.
Nekateri sodobni japonski vrtovi, kot je Tōfuku-dži, ki ga je zasnoval Mirei Šigemori, so bili navdihnjeni s klasičnimi modeli. Drugi sodobni vrtovi so ubrali veliko bolj radikalen pristop k tradiciji. En primer je Avadži Jumebutai, vrt na otoku Avadži v japonskem Notranjem morju Seto, ki ga je oblikoval Tadao Ando. Zgrajen je bila kot del letovišča in konferenčnega centra na strmem pobočju, kjer so zemljišče odstranili, da bi naredili otok za letališče.
- Tōfuku-dži, sodoben japonski vrt iz leta 1934, ki ga je zasnoval Mirei Šigemori, zgrajen na podlagi zenovskega templja iz 13. stoletja v Kjotu
- Vrt z mahom v Tofuku-dži, Kjoto
- Sodobni japonski vrt v muzeju umetnosti Koči
- Vrt v muzeju umetnosti Naošima Fukutake, ki uporablja skulpturo za posnemanje oblike otoka na obzorju
- Vrt muzeja umetnosti Adači
- Avadži Jumebutai, sodobni vrt na otoku Avadži, Hjōgo (2000)
- Vrt na plaži školjk, del Avadži Jumebutai na otoku Avadži, Hjōgo (2000)
- Skalnjak Džissō-in v Ivakuri (Kjoto), prenovljen leta 2013.

## Vrtni elementi
Japonski vrtovi so značilni po svoji simboliki narave, pri čemer se tradicionalni japonski vrtovi zelo razlikujejo po slogu od zahodnih vrtov: »Zahodni vrtovi so običajno optimizirani za vizualno privlačnost, medtem ko so japonski vrtovi oblikovani z duhovnimi in filozofskimi idejami v mislih«. Japonski vrtovi so zasnovani kot predstavitev naravnega okolja, ki se povezuje z japonskimi povezavami med deželo in šintoističnim spiritualizmom, kjer duhove pogosto najdemo v naravi; kot taki japonski vrtovi ponavadi vključujejo naravne materiale, s ciljem ustvariti prostor, ki ujame lepote narave na realističen način.
Tradicionalne japonske vrtove lahko razvrstimo v tri vrste: cukijama (hribovski vrtovi), karesansui (suhi vrtovi) in čaniva (čajni vrtovi).
Majhen prostor za ustvarjanje teh vrtov običajno predstavlja izziv za vrtnarje. Zaradi absolutnega pomena razporeditve naravnih skal in dreves postane iskanje pravega materiala zelo selektivno. Spokojnost japonske pokrajine in preproste, a premišljene strukture japonskih vrtov so edinstvena kakovost, z dvema najpomembnejšima načeloma oblikovanja vrta sta »pomanjšana redukcija in simbolizacija«.

### Voda
Japonski vrtovi vedno vsebujejo vodo, fizično z ribnikom ali potokom ali simbolično, ki jo predstavlja beli pesek v suhem skalnjaku. V budistični simboliki sta voda in kamen pojmovana kot jin in jang, dve nasprotji, ki se dopolnjujeta. Tradicionalni vrt bo običajno imel ribnik nepravilne oblike ali, v večjih vrtovih, dva ali več ribnikov, povezanih s kanalom ali potokom, in kaskado, miniaturno različico znamenitih japonskih gorskih slapov.
V tradicionalnih vrtovih so ribniki in potoki skrbno postavljeni v skladu z budistično geomantijo, umetnostjo postavljanja stvari na mesto, ki najverjetneje pritegne srečo. Pravila za postavitev vode so bila določena v prvem priročniku o japonskih vrtovih, Sakuteiki (Zapisi o vrtnarstvu), v 11. stoletju. Po Sakuteiki bi morala voda vstopati v vrt z vzhoda ali jugovzhoda in teči proti zahodu, ker je vzhod dom zelenega zmaja (seirju), starodavnega kitajskega božanstva, sprejetega na Japonskem, zahod pa je dom belega tigra, božanstvo vzhoda. Voda, ki teče od vzhoda proti zahodu, bo odnesla zlo, lastnik vrta pa bo zdrav in dolgo živel. Po Sakuteikiju je druga ugodna ureditev, da voda teče s severa, ki v budistični kozmologiji predstavlja vodo, proti jugu, ki predstavlja ogenj, ki sta si nasprotna (jin in jang) in zato prinašata srečo.
Sakuteiki priporoča več možnih miniaturnih pokrajin z uporabo jezer in potokov: »oceanski slog«, ki vključuje skale, za katere se zdi, da so jih razjedli valovi, peščeno plažo in borovce; »široki rečni slog«, ki poustvarja tok velike reke, ki se vije kot kača; slog »močvirskega ribnika«, velik mirni ribnik z vodnimi rastlinami; »slog gorskega hudournika«, s številnimi skalami in kaskadami; in slog »rožnate črke«, stroga pokrajina z majhnimi, nizkimi rastlinami, blagim reliefom in številnimi raztresenimi ravnimi skalami.
Tradicionalni japonski vrtovi imajo majhne otoke v jezerih. V vrtovih svetih templjev je običajno otok, ki predstavlja goro Penglai ali goro Hōrai, tradicionalno domovanje osmih nesmrtnih.
Sakuteiki opisuje različne vrste umetnih otokov, ki jih je mogoče ustvariti v jezerih, vključno z »goratim otokom«, sestavljenim iz nazobčanih navpičnih skal, pomešanih z borovci, obdan s peščeno plažo; »skalni otok«, sestavljen iz natrpanih skal, ki se zdijo, kot da so jih udarili morski valovi, skupaj z majhnimi, starimi borovci nenavadnih oblik; »otok oblakov«, iz belega peska v zaokroženih belih oblikah kumulusa; in »megleni otok«, nizek peščeni otok, brez skal ali dreves.
Kaskada ali slap je pomemben element japonskih vrtov, miniaturna različica slapov japonskih gorskih potokov. Sakuteiki opisuje sedem vrst kaskad. Ugotavlja, da mora biti kaskada, če je mogoče, obrnjena proti luni in zasnovana tako, da ujame lunin odsev v vodi. V Sakuteikiju je tudi omenjeno, da je kaskadam koristno, če so locirane na tak način, da so napol skrite v sencah.
- Lotosov ribnik v Endžo-dži, rajskem vrtu iz obdobja Heian (12. stoletje)
- Vijugavi potok na vrtu Mocu-dži v Hiraisumiju
- Ribnik na vrtu Suizen-dži Džōdžu-en (1636), katerega voda je bila znana kot odlična za pripravo čaja
- Vrt Joukoukan v prefekturi Fukui poustvari miniaturno plažo in goro
- Otok preperelih skal in enega samega bora v vrtu Rikugi-en v Tokiu predstavlja goro Hōrai, legendarno domovanje osmih nesmrtnih.
- Kaskada v vrtu Keitaku-en blizu Osake
- Japonski vrtni ribnik z javorjem

### Skale in pesek
Kamen, pesek in prod so bistvena značilnost japonskega vrta. Navpična skala lahko predstavlja goro Horai, legendarno domovanje osmih nesmrtnih, ali goro Meru budističnega učenja ali pa krapa, ki skače iz vode. Ploščata skala lahko predstavlja zemljo. Pesek ali prod lahko predstavljata plažo ali tekočo reko. Skale in voda tudi simbolizirata jin in jang (v japonščini in in jō) v budistični filozofiji; trda kamnina in mehka voda se dopolnjujeta in voda, čeprav je mehka, lahko obrabi kamnino.
Grobe vulkanske kamnine (kasei-gan) se običajno uporabljajo za predstavljanje gora ali kot stopalke. Gladke in okrogle sedimentne kamnine (suisei-gan) se uporabljajo okoli jezer ali kot stopalke. Trde metamorfne kamnine so običajno ob slapovih ali potokih. Skale tradicionalno delimo na visoke navpične, nizke navpične, oble, ležeče ali ravne. Skale se razlikujejo po velikosti in barvi, vendar različne, vendar ne smejo imeti svetlih barv, ki bi jim manjkalo subtilnosti. Kamnine s plastmi ali žilami morajo imeti vse žile v isti smeri in vse kamnine morajo biti trdno zasajene v zemljo, kar daje videz trdnosti in trajnosti. Kamni so razvrščeni v skrbno sestavo dveh, treh, petih ali sedmih kamnov, pri čemer so najpogostejše tri. V trojni razporeditvi najvišja skala običajno predstavlja nebesa, najkrajša skala je zemlja, srednje velika skala pa človeštvo, most med nebom in zemljo. Včasih je ena ali več skal, imenovanih suteiši (»brezimni« ali »zavrženi«), postavljenih na navidezno naključna mesta v vrtu, da bi nakazali spontanost, čeprav je njihova postavitev skrbno izbrana.
V starodavni Japonski so okoli šintoističnih svetišč in budističnih templjev uporabljali pesek (suna) in prod (jari). Kasneje so ga uporabljali v japonskem skalnjaku ali zen budističnih vrtovih za predstavitev vode ali oblakov. Beli pesek je predstavljal čistost, lahko pa je bil tudi siv, rjav ali modrikastočrn.
- Skale v vrtu Blažene gore pri Daitoku-dži
- Pesek v šahovnici v Tōfuku-dži v Kjotu
- Vrt Tōfuku-dži v Kjotu
- Vrt Mjōšin-dži
- Šiteno-dži vrt. Bodite pozorni na kompozicijo treh skal v sredini.
- V vrtu Ankokudži v Hirošimi so skale različnih, a harmoničnih velikosti in barv
- Skalna kompozicija v Tōfuku-dži (1934)
- Velika ploščata skala na otoku v vrtu Korakuen v Tokiu, ki predstavlja želvino glavo.
- Kombinacija vzorca šahovnice in vodnih vzorcev v templju Negoro (Negoro-ji), prefektura Vakajama.

Izbira in kasnejša postavitev skal je bila in je še vedno osrednji koncept pri ustvarjanju estetsko prijetnega vrta Japoncev. V obdobju Heian se je začel uveljavljati koncept postavljanja kamnov kot simbolnih predstavitev otokov – fizično obstoječih ali neobstoječih –, kar je razvidno iz japonske besede šima, ki je »posebnega pomena ... ker je beseda vsebovala pomen 'otok'« Poleg tega je bilo načelo kovan ni šitagau ali »ubogati (ali slediti) zahtevi predmeta« in je še vedno vodilno načelo japonskega oblikovanja kamnov, ki predlaga, da je »razporeditev kamnov narekujejo njihove prirojene lastnosti«. Ugotovljeno je bilo, da je posebna postavitev kamnov v japonskih vrtovih, ki simbolično predstavljajo otoke (in kasneje tudi gore), estetsko prijetna lastnost tradicionalnih japonskih vrtov.
Thomas Heyd orisuje nekaj estetskih načel japonskih vrtov v Encountering Nature:
Kamni, ki predstavljajo temeljni del japonskih vrtov, so skrbno izbrani glede na vremenske vplive in postavljeni tako, da dajejo gledalcem občutek, da »naravno« pripadajo tja, kjer so in v kombinacijah, v katerih jih gledalci najdejo. Kot taka poskuša ta oblika vrtnarjenja simbolno zastopati (ali predstaviti) procese in prostore, ki jih najdemo v divji naravi, stran od mesta in praktičnih skrbi človeškega življenja.
Postavitev skal je splošni »cilj prikazati naravo v njenih bistvenih značilnostih« – bistveni cilj vseh japonskih vrtov. Poleg tega Heyd pravi:
... medtem ko je kult kamnov osrednjega pomena tudi za japonsko vrtnarjenje ... saj so bili kamni del estetskega oblikovanja in jih je bilo treba postaviti tako, da so bili njihovi položaji videti naravni in njihova razmerja harmonična. Koncentracija zanimanja na podrobnosti, kot je oblika skale ali mah na kamniti luči, je včasih vodila do pretirane slikovitosti in kopičenja manjših značilnosti, ki se lahko zahodnjaškim očem, vajenim splošnejšega pregleda, zdijo natrpane in nemirne.
Takšno pozornost do detajlov je mogoče opaziti na mestih, kot so slapovi Midori v vrtu Kenroku-en v Kanazavi, prefektura Išikava, saj je skale ob vznožju slapa ob različnih časih spremenilo šest različnih daimjō.
V japonskih vrtovih iz obdobja Heian, zgrajenih po kitajskem vzoru, so stavbe zavzemale toliko ali več prostora kot vrt. Vrt je bil zasnovan tako, da se vidi iz glavne stavbe in njenih verand ali iz majhnih paviljonov, zgrajenih v ta namen. V poznejših vrtovih so bile stavbe manj vidne. Rustikalne čajnice so bile skrite v lastnih vrtovih, majhne klopi in odprti paviljoni ob vrtnih poteh pa so nudili prostor za počitek in razmišljanje. V kasnejši vrtni arhitekturi so lahko stene hiš in čajnic odprli, da bi zagotovili skrbno uokvirjen pogled na vrt. Vrt in hiša sta postala eno.
- Simetrična in zelo okrasna arhitektura Feniksove dvorane v vrtu Bjōdō-in v Kjotu (1052) je bila navdihnjena s kitajsko arhitekturo dinastije Song.
- Kotodži Tōrō, dvonožna kamnita svetilka, ki je eden najbolj znanih simbolov vrta Kenroku-en
- Čašicu ali čajnica v vrtu Džo-an v Inujami iz leta 1618. Preprost in neokrašen slog čajnice zen se je začel uporabljati na vseh japonskih stavbah, od vrtnih paviljonov do palač. Ta čajnica je bila leta 1951 razglašena za nacionalni zaklad Japonske.
- Arhitektura glavne hiše cesarske vile Kacura (1619–1662) je bila navdihnjena s preprostostjo čajnice.

### Vrtni mostovi
Mostovi so se prvič pojavili v japonskem vrtu v obdobju Heian. Na vrtu Bjōdō-in v Kjotu leseni most povezuje Feniksov paviljon z majhnim kamnitim otokom, ki predstavlja goro Penglai ali goro Horai, otoško domovanje osmih nesmrtnih daoističnega učenja. Most je simboliziral pot v raj in nesmrtnost.
Mostovi so bili lahko iz kamna (išibaši) ali iz lesa ali iz hlodov z zemljo na vrhu, prekriti z mahom (dobaši); lahko so obokani (soribaši) ali ravni (hirabaši). Včasih, če so bili del tempeljskega vrta, so bili po kitajski tradiciji pobarvani rdeče, vendar večinoma niso bili pobarvani.
V obdobju Edo, ko so postali priljubljeni veliki sprehajalni vrtovi, so bili zgrajeni potoki in vijugaste poti z nizom mostov, običajno v rustikalnem kamnitem ali lesenem slogu, da bi obiskovalce popeljali na ogled slikovitih pogledov na vrt.
- Most pri templju Bjōdō-in (1052) je predstavljal pot na otok nesmrtnih in v raj.
- Most na gradu Tokušima iz dveh kamnov, ki ležita na tretjem kamnu (1592).
- Leseni in kamniti most na vrtu Suizen-dži. Vrt so začeli graditi leta 1636.
- Leseni most v parku Ritsurin (med 1642 in 1745)
- Most letečih gosi v vrtu Kenroku-en (med 1822 in 1874).
- Rustikalni most na vrtu Tenša-en v Uvadžima (1866)
- Lesen most, prekrit z zemljo in mahom (dobaši) v Sorakuenu
- Redek pokriti most iz vrta Sankeien v Jokohami

### Kamnite luči in ribniki
Japonske kamnite luči (台灯籠, dai-dōrō, »svetilka na ploščadi«) izvirajo iz obdobja Nara in Heian. Prvotno so bile le v budističnih templjih, kjer so obkrožale poti in pristope k templju, v obdobju Heian pa so jih začeli uporabljati tudi v šintoističnih svetiščih. Po izročilu so jih v obdobju Momojama v čajne vrtove vnesli prvi veliki čajni mojstri, v kasnejših vrtovih pa so jih uporabljali zgolj za okras.
V svoji popolni in izvirni obliki dai-doro, tako kot pagoda, predstavlja pet elementov budistične kozmologije. Kos, ki se dotika tal, predstavlja či, zemljo; naslednji del predstavlja sui ali vodo; ka ali ogenj, je predstavljen z odsekom, ki obdaja svetlobo ali plamen luči, medtem ko sta fū (zrak) in kū (praznina ali duh) predstavljena z zadnjima dvema deloma, ki sta najbolj na vrhu in kažeta proti nebu. Segmenti izražajo idejo, da se bodo po smrti naša fizična telesa vrnila v prvotno, elementarno obliko.
Kamnite posode za vodo (cukubai) so bile prvotno postavljene v vrtovih, da so si obiskovalci pred čajno slovesnostjo umili roke in usta. Vodo v bazen dovaja bambusova cev ali kakei, za pitje vode pa imajo običajno leseno zajemalko. V čajnih vrtovih je bila posoda postavljena nizko pri tleh, tako da se je moral pivec skloniti, da bi dobil vodo.
- Luč v vrtu Šukkei-en v Hirošimi.
- Luč na vrtu Koraku-en
- Vodni bazen v Rjoan-dži, Kjoto
- Kamnita posoda za vodo na vrtu Kenroku-en.
- Kamnit bazen za vodo v Sakamotu, Ōcu, Šiga
- Vodni bazen v templju Tenrjū-dži v Kjotu
- Snežne luči, kot je ta na vrtu Kenroku-en, imajo široke robove, ki lovijo sneg in ustvarjajo slikovite prizore.
- Kamniti vodnjak in cisterna v japonskem vrtu v botaničnem vrtu Norfolk, Virginija.

### Vrtne ograje, vrata in naprave
- Zunanja stena cesarske vile Kacura, zasnovana tako kot ves vrt, za čistost in preprostost
- Vrata čajnega vrta Urakuen, pogled od znotraj
- Tradicionalna vrtna vrata Muzeja umetnosti Adači
- Šiši-odoši je vrtna naprava, narejena iz bambusa in lesa, namenjena odganjanju ptic. Ko se bambusova cev napolni z vodo, trkne ob kamen, se izprazni in nato znova napolni z vodo.
- Suikinkucu je subtilno vrtno glasbilo, skrito pod prodom v nekaterih vodnih bazenih.

### Drevesa in cvetje
Nič v japonskem vrtu ni naravno ali prepuščeno naključju; vsaka rastlina je izbrana v skladu z estetskimi načeli, bodisi da skrije nezaželene znamenitosti, da služi kot ozadje določenim vrtnim značilnostim ali da ustvari slikovit prizor. Drevesa so skrbno izbrana in urejena glede na jesenske barve. Mah se pogosto uporablja za namig, da je vrt starodaven. Tudi rože so skrbno izbrane glede na sezono cvetenja. Formalne gredice so redke v starejših vrtovih, vendar pogostejše v sodobnih vrtovih. Nekatere rastline so izbrane zaradi njihove verske simbolike, na primer lotos, svet v budizmu ali bor, ki predstavlja dolgoživost.
Drevesa so skrbno obrezana, da zagotovijo privlačne prizore in preprečijo, da bi zakrivala druge poglede na vrt. Njihova rast je tudi nadzorovana s tehniko, imenovano nivaki, da bi jim dali bolj slikovite oblike in da bi bili videti bolj starodavni. Domneva se, da je značilna oblika obrezanih japonskih vrtnih dreves podobna drevesom, ki jih naravno najdemo v savanskih pokrajinah. Ta podobnost je bila uporabljena za motivacijo tako imenovane hipoteze o savani. Drevesa so včasih prisiljeno upognjena, da bi ustvarila sence ali boljši odsev v vodi. Zelo stare borovce pogosto podpirajo z lesenimi berglami ali pa njihove veje držijo z vrvicami, da se pod težo snega ne zlomijo.
V poznem 16. stoletju se je v japonskem vrtu razvila nova umetnost; tehnika ōkarikomi (大刈込), tehnika obrezovanja grmovja v krogle ali zaobljene oblike, ki posnemajo valove. Po izročilu je to veščino razvil Kobori Enšū (1579–1647), najpogosteje pa so jo izvajali na grmovju azalej. Podobno je bilo z okrasni vrtom, ki so bili narejeni v Evropi v istem času, le da so evropski okrasni vrtovi poskušali narediti drevesa kot geometrijski trdni predmeti, medtem ko je ōkarikomi poskušal narediti grme, kot da bi bili skoraj tekoči, ali v tekočih naravnih oblikah. Ustvaril je umetniško igro svetlobe na površini grma in po besedah zgodovinarja vrtov Michela Baridona »v igro je prinesel tudi občutek 'dotika stvari', ki je še danes tako uspešen v japonskem oblikovanju«.
Najpogostejša drevesa in rastline v japonskih vrtovih so: azaleja (cucudži), kamelija (cubaki), hrast (kašiva), brest (nire), japonska marelica (Prunus mume) (ume), češnja (sakura), javor (momidži). ), vrba (janagi), ginko (ičō), japonska pacipresa (Chamaecyparis obtusa) (hinoki), japonska cedra (Cryptomeria) (sugi), bor (macu) in bambus (take).
- Slog topiarnih rastlinskih kipov, znan kot ōkarikomi v vrtu Čionin.
- Ōkarikomi izklesana drevesa in grmovje v Rezidenci Čiran Samurai.
- Azaleje v vrtu Soraku-en
- Kombinacija bambusa in japonskega javorja v vrtu Tenrjū-dži v Kjotu.
- Oblačno drevo pri Katoriju
- Nekateri starodavni borovci v Kenroku-enu so pozimi podprti z vrvicami, da se jim kraki ne zlomijo
- Borovci na vrtu Kenroku-en, podprti z oporniki, ki podpirajo težo snega, ne da bi se zlomili
- Pokrajina v parku Ritsurin
- Ōkarikomi; obrezano grmovje v parku Ritsurin

### Ribe
Uporaba rib, zlasti nišiki-goi (obarvani krap), medaka ali zlate ribice kot dekorativni element v vrtovih, je bila izposojena iz kitajskega vrta. Zlate ribice so razvili na Kitajskem pred več kot tisoč leti s selektivno vzrejo pruskega krapa zaradi barvnih mutacij. Z dinastijo Song (960–1279) so se razvile rumena, oranžna, bela in rdeče-bela barva. Zlate ribice so bile na Japonsko uvedene v 16. stoletju. Koi so razvili iz navadnega krapa (Cyprinus carpio) na Japonskem v 1820-ih. Koi so udomačeni navadni krapi, ki so izbrani ali izločeni zaradi barve; niso drugačna vrsta in se bodo vrnili na prvotno obarvanost v nekaj generacijah, če jim bo dovoljeno prosto razmnoževanje. Poleg rib se v nekaterih vrtovih zadržujejo želve. Naravna okolja v vrtovih ponujajo habitate, ki privabljajo divje živali; žabe in ptice so opazne, saj prispevajo k prijetni zvočni kulisi.
- Nišiki-goi v velikem svetišču Ise 2005.
- Nišiki-goi
- Koi v vrtu Himedži Koko-en
- Velik krap na vrtu Suizen-ji

## Estetska načela
Zgodnji japonski vrtovi so večinoma sledili kitajskemu modelu, vendar so postopoma japonski vrtovi razvili lastna načela in estetiko. Te so bile opredeljene v vrsti priročnikov za krajinsko vrtnarjenje, začenši s Sakuteiki (»Zapisi o vrtnarstvu«) v obdobju Heian (794–1185). Načela svetih vrtov, kot so vrtovi zen budističnih templjev, so bila drugačna od načel vrtov za užitek ali sprehajalnih vrtov; na primer, zen budistični vrtovi so bili zasnovani tako, da jih je bilo videti sedeče s ploščadi s pogledom na celoten vrt, ne da bi vanj vstopili, medtem ko so bili sprehajalni vrtovi namenjeni ogledu tako, da se je sprehodil skozi vrt in se ustavil na nizu pogledov točke. Vendar pa pogosto vsebujejo skupne elemente in uporabljajo iste tehnike.
- Miniaturizacija: japonski vrt je miniaturni in idealiziran pogled na naravo. Skale lahko predstavljajo gore, ribniki pa morja. Vrt včasih povečamo tako, da postavimo večje skale in drevesa v ospredje, manjša pa v ozadje.
- Prikrivanje miegakure (»skrij in razkrij«): zen budistični vrt naj bi bil viden ves naenkrat, sprehajalni vrt pa je namenjen ogledu posamezne pokrajine naenkrat, kot zvitek naslikanih pokrajin, ki se odvijajo. Značilnosti so skrite za griči, drevesnimi nasadi ali bambusom, zidovi ali strukturami, ki jih je treba odkriti, ko obiskovalec sledi vijugasti poti.
- Izposojena pokrajina (šakei): manjši vrtovi so pogosto zasnovani tako, da vključujejo izposojeno pokrajino, pogled na elemente zunaj vrta, kot so hribi, drevesa ali templji, kot del pogleda. Zaradi tega se vrt zdi večji, kot je v resnici.
- Asimetrija: japonski vrtovi niso položeni na ravne osi ali z eno samo potezo, ki prevladuje nad pogledom. Stavbe in vrtni elementi so običajno postavljeni tako, da jih je mogoče videti diagonalno in so skrbno sestavljeni v prizore, ki poudarjajo prave kote, kot so stavbe z naravnimi značilnostmi, in navpične elemente, kot so skale, bambus ali drevesa, z vodoravnimi elementi, kot je npr. voda.

Po mnenju vrtnih zgodovinarjev Davida in Michiga Younga je v središču japonskega vrta načelo, da je vrt umetniško delo. »Čeprav ga je navdihnila narava, je prej interpretacija kot kopija; videti bi moralo biti naravno, vendar ni divje«.
Krajinski vrtnar Sejemon Kusumoto je zapisal, da Japonci ustvarijo »najboljše ročno delo narave v omejenem prostoru«.
Opravljena je bila matematična analiza nekaterih tradicionalnih japonskih vrtnih načrtov. Ti modeli se izogibajo kontrastom, simetrijam in skupinam, ki bi ustvarile točke, ki prevladujejo nad vizualno pozornostjo. Namesto tega ustvarijo prizore, v katerih je vidna značilnost enakomerno porazdeljena po vidnem polju. Izogibajo se izstopajočim barvam, teksturam, predmetom in skupinam. Velikost predmetov, skupin in razmiki med njimi so urejeni tako, da so podobni sebi v več prostorskih merilih; to pomeni, da ustvarijo podobne vzorce, ko jih povečajo ali zmanjšajo. Ta lastnost je vidna tudi v fraktalih in številnih naravnih prizorih. Ta fraktalu podobna samopodobnost se lahko razširi vse do lestvice površinskih tekstur (kot so skale in trate z mahom). Za te teksture velja, da izražajo estetiko vabi-sabi.

## Slogi

### Čisen-šojū-teien ali vrt z ribnikom
Čisen-šojū-teien (»vrt z ribnikom«) je bil uvožen iz Kitajske v obdobju Heian (794–1185). Imenuje se tudi slog šinden-zukuri, po arhitekturnem slogu glavne stavbe. Imel je veliko okrašeno rezidenco z dvema dolgima kriloma, ki sta segala proti jugu do velikega jezera in vrta. Vsako krilo se je končalo s paviljonom, iz katerega so gostje lahko uživali v razgledu na jezero. Obiskovalci so se po jezeru podali v čolnih. Ti vrtovi so imeli velika jezera z majhnimi otoki, kjer so med festivali in slovesnostmi igrali glasbeniki, častilci pa so lahko čez vodo gledali Budo. Iz tega obdobja ni ostal noben prvotni vrt, vendar je mogoče videti rekonstrukcije v templju Heian-džingū in Daikaku-dži v Kjotu.

### Rajski vrt
Rajski vrt se je pojavil v poznem obdobju Heian, ki so ga ustvarili plemiči, ki so pripadali sekti budizma Amida. Naj bi simbolizirali raj ali čisto deželo (Džōdo), kjer je Buda sedel na ploščadi in razmišljal o lotosovem ribniku. V teh vrtovih je bil jezerski otok, imenovan Nakadžima, kjer je bila dvorana Buda, ki je bila z obalo povezana z ločnim mostom. Najbolj znan ohranjeni primer je vrt Feniksove dvorane templja Bjōdō-in, zgrajen leta 1053 v Udžiju blizu Kjota. Drugi primeri so tempelj Džōruri-dži v Kjotu, tempelj Enro-dži v prefekturi Nara, Hokongoin v Kjotu, tempelj Mōcū-dži v Hiraizumiju in vrt Širamizu Amidado v mestu Ivaki.

### Suhi skalnjaki Karesansui
Vrtovi Karesansui (枯山水) ali japonski skalnjaki so postali priljubljeni na Japonskem v 14. stoletju zahvaljujoč delu budističnega meniha Musō Sosekija (1275–1351), ki je zgradil zen vrtove v petih večjih samostanih v Kjotu. V teh vrtovih je namesto vode bel pesek ali nagrabljen gramoz, skrbno urejeno kamenje, včasih pa kamenje in pesek, prekriti z mahom. Njihov namen je olajšati meditacijo in naj bi jih gledali, ko sedijo na verandi rezidence hōjōja, opata samostana. Najbolj znan primer je tempelj Rjoan-dži v Kjotu.

### Rodžiali čajni vrt
Čajni vrt je nastal v obdobju Muromači (1333–1573) in Momojama (1573–1600) kot prizorišče japonske čajne slovesnosti ali čanoju. Slog vrta je dobil ime po rodži ali poti do čajnice, ki naj bi obiskovalca navdušila za meditacijo, da bi ga pripravila na obred. Obstaja zunanji vrt z vrati in pokrito uto, kjer gostje čakajo na povabilo, da vstopijo. Nato gredo skozi vrata do notranjega vrta, kjer si umijejo roke in splaknejo usta, kot bi si pred vstopom v šintoistično svetišče, preden gredo v samo čajnico. Pot je vedno vlažna in zelena, tako da bo videti kot odmaknjena gorska pot, na njem pa ni svetlih rož, ki bi obiskovalca odvrnile od njegove meditacije. Prve čajnice niso imele oken, poznejše čajnice pa imajo steno, ki jo je mogoče odpreti za pogled na vrt.

### Kaijū-šiki-teien ali promenadni vrtovi
Promenadni ali sprehajalni vrtovi (krajinski vrtovi v slogu pojdi naokrog) so se pojavili na japonskem v obdobju Edo (1600–1854), v vilah plemičev ali vojskovodj. Ti vrtovi so bili zasnovani tako, da dopolnjujejo hiše v novem arhitekturnem slogu sukija-zukuri, ki so se zgledovale po čajnici. Te vrtove naj bi si ogledali po poti v smeri urinega kazalca okoli jezera od enega skrbno sestavljenega prizora do drugega. Ti vrtovi so uporabili dve tehniki za zagotavljanje zanimivosti: izposojeno kuliso (šakkei), ki je izkoristila poglede na pokrajino zunaj vrta, kot so gore ali templji, in jih vključila v pogled, tako da je bil vrt videti večji, kot je v resnici, in miegakure ali »skrij in razkrij«, ki je uporabljal vijugaste poti, ograje, bambus in stavbe, da bi skril pokrajino, tako da je obiskovalec ne bi videl, dokler ni bil na najboljši razgledni točki. Vrtovi iz obdobja Edo pogosto predstavljajo tudi rekreacije slavnih pokrajin ali prizorov, ki jih je navdihnila literatura; Vrt Suizen-dži Džōdžu-en v Kumamotu ima miniaturno različico gore Fudži, vila Kacura v Kjotu pa ima miniaturno različico peščenega grebena Ama-no-hašidate v zalivu Mijazu blizu Kjota. Vrt Rikugi-en v Tokiu ustvarja majhne pokrajine, ki jih navdihuje oseminosemdeset znanih japonskih pesmi.

### Majhni urbani vrtovi
Majhni vrtovi so bili prvotno najdeni na notranjih dvoriščih (naka-niva, »notranji vrt«) palač iz obdobja Heian in so bili zasnovani tako, da dajejo vpogled v naravo in nekaj zasebnosti prebivalcem zadnje strani stavbe. Majhni so bili kot en cubo ali približno 3,3 kvadratnega metra, od koder izvira ime cubo-niva. V obdobju Edo so trgovci začeli graditi majhne vrtove v prostoru za svojimi trgovinami, ki so gledali na ulico in svojimi rezidencami, ki so bile na zadnji strani. Ti majhni vrtovi so bili namenjeni ogledu, ne pa vstopu in so običajno imeli kamnito svetilko, vodno korito, stopalne kamne in nekaj rastlin. Danes jih najdemo v številnih japonskih rezidencah, hotelih, restavracijah in javnih stavbah. Dober primer iz obdobja Meidži najdemo v vili Murin-an v Kjotu. Totekiko je znamenit dvoriščni skalnjak.

### Puščavniški vrt
Puščavniški vrt je majhen vrt, ki ga običajno zgradi samuraj ali državni uradnik, ki se je želel umakniti iz javnega življenja in se posvetiti študiju ali meditaciji. Pritrjen je na rustikalno hišo, do njega vodi vijugasta pot, kar nakazuje, da je globoko v gozdu. Lahko ima majhen ribnik, japonski skalnjak in druge značilnosti tradicionalnih vrtov v miniaturi, ki so zasnovane tako, da ustvarjajo mir in navdih. Primer je vrt Šisen-dō v Kjotu, ki ga je zgradil birokrat in učenjak, ki ga je v 17. stoletju izgnal šogun. Zdaj je budistični tempelj.

## Razlike med japonskim in kitajskim vrtom
Japonski vrtovi v obdobju Heian so bili oblikovani po kitajskih vrtovih, vendar so se v obdobju Edo pojavile izrazite razlike.
- Arhitektura: kitajski vrtovi imajo zgradbe v središču vrta, ki zasedajo velik del vrtnega prostora. Stavbe so postavljene ob ali nad osrednjim vodnim telesom. Vrtne stavbe so zelo dovršene, z veliko arhitekturnega okrasja. V poznejših japonskih vrtovih so stavbe precej oddaljene od vodnega telesa, so preproste, z zelo malo okraskov. Arhitektura v japonskem vrtu je v veliki meri ali delno skrita.
- Razgledna točka: kitajski vrtovi so zasnovani tako, da jih je mogoče videti od znotraj, iz stavb, galerij in paviljonov v središču vrta. Japonski vrtovi so zasnovani tako, da jih lahko vidimo od zunaj, kot v japonskem skalnjaku ali zen vrtu; ali s poti, ki se vije skozi vrt.
- Uporaba kamnov: v kitajskem vrtu, zlasti v času dinastije Ming, so bili učenjakovi kamni izbrani zaradi izjemnih oblik ali podobnosti z živalmi ali gorami in uporabljeni za dramatičen učinek. Pogosto so bili zvezde in osrednji deli vrta. V poznejših japonskih vrtovih so bile skale manjše in postavljene v bolj naravne aranžmaje, integrirane v vrt.
- Morske pokrajine: kitajske vrtove je navdihnila celinska pokrajina Kitajske, zlasti kitajska jezera in gore, medtem ko japonski vrtovi pogosto uporabljajo pomanjšane pokrajine z japonske obale. Japonski vrtovi pogosto vključujejo bele peščene ali prodnate plaže in skale, za katere se zdi, da so jih obrabili valovi in plima, kar se v kitajskih vrtovih redko pojavi.

## Omembe vredni japonski vrtovi
Minister za izobraževanje, kulturo, šport, znanost in tehnologijo japonske vlade označuje najbolj opazne kraje narodne slikovite lepote kot posebna mesta slikovite lepote v skladu z zakonom o zaščiti kulturnih dobrin. Od marca 2007 je na seznamu 29 območij, od katerih je več kot polovica japonskih vrtov (krepki vnosi označujejo območja Unescove svetovne dediščine):
- Regija Tōhoku
  - Vrt Mōcū-ji (Hiraizumi, Ivate)
- Regija Kantō
  - Kairaku-en (Mito, Ibaraki)
  - Rikugi-en (Bunkjō, Tokio)
  - Vrt Kju Hamarikju (Čūō, Tokio)
- Regija Čubu
  - Kenroku-en (Kanazava, Išikava)
  - Družinski vrt Ičidžōdani Asakura (Fukui, Fukui)
- Regija Kansai
  - Vrt Bjodo-in (Udži, Kjoto)
  - Vrt Džišo-dži (Kjoto, Kjoto)
  - Vrt gradu Nidžō Ninomaru (Kjoto, Kjoto)
  - Vrt Rokuon-dži (Kjoto, Kjoto)
  - Vrt Rjoan-dži (Kjoto, Kjoto)
  - Vrt Tenrju-dži (Kjoto, Kjoto)
  - Vrt Sanbōin v Daigo-dži (Kjoto, Kjoto)
  - Vrt mahu Saihō-dži (Tempelj mahu) (Kjoto, Kjoto)
  - Vrt Daitoku-dži (Kjoto, Kjoto)
  - Vrt Daisen-in v Daitoku-dži (Kjoto, Kjoto)
  - Vrt Murin-an, Kjoto, Kjoto
  - Vrt Negoro-dži (Ivade, Vakajama)
- Regija Čugoku
  - Vrt muzeja umetnosti Adači (Jasugi, Šimane)
  - Koraku-en (Okajama, Okajama)
  - Ptičji park Macue (Macue)
  - Šūraku-en (Cujama)
- Regija Šikoku
  - Park Ritsurin (Takamacu, Kagava)
  - Nakacu Banšoen (Marugame, Kagava)
  - Tenša-en (Uvadžima, Ehime)
- Regija Kjušu
  - Suizen-dži Džōdžu-en (Kumamoto, Kumamoto)
  - Sengan-en (Kagošima, Kagošima)
- Regija Otočje Rjukju
  - Šikina-en (Naha, Okinava)

Vendar pa minister za izobraževanje ni upravičen do pristojnosti nad kakršno koli imperialno lastnino. Tudi ta dva vrta, ki ju upravlja Agencija cesarskega gospodinjstva, veljata za veliki mojstrovini.
- Kacura cesarska vila [45]
- Šugaku-in cesarska vila [46]